# 132 f.Kr.

## Händelser

### Efter plats

#### Romerska republiken
- Det första slavkriget tar slut, när Publius Rupilius slår ner upproret.
- Tiberius Gracchus mördas, vilket många historiker anser vara början till slutet för den romerska republiken.

#### Egypten
- Kleopatra II blir ensam regent i den Ptolemaiska dynastin.

## Födda
- Mithridates VI Eupator, kung av Pontos

## Avlidna
- Tiberius Gracchus, romersk tribun (mördad av senatorer)
- Eunus, ledare för slavupproret på Sicilien, som har varat sedan 136 f.Kr.